# Lovell, Maine
Lovell är en kommun (town) i Oxford County i delstaten Maine i USA.

## Historik

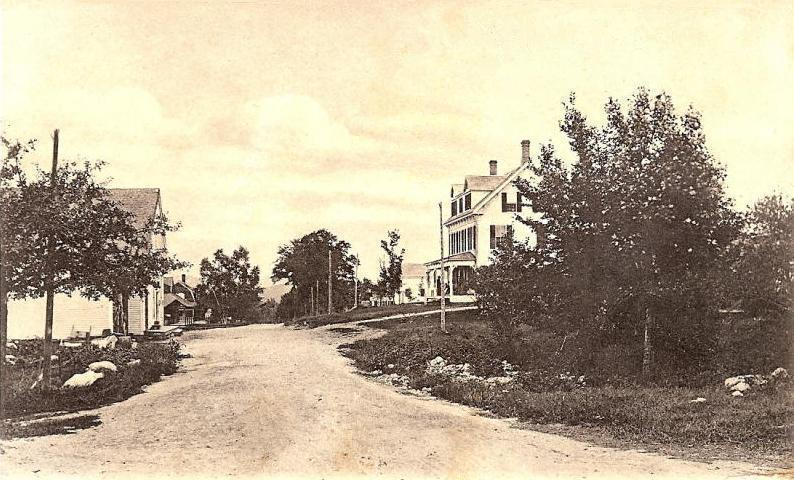
Main Street 1907

Massachusetts General Court gav 1774 New Suncook Plantation till de officerare och soldater, eller deras ättlingar, som deltog i striderna vid Pequawket, numera Fryeburg, den 8 maj 1725 under Father Rales krig mot Sokokis Abenakiindianerna. År 1790 hade bosättningen 85 invånare och den blev stad 1800, omdöpt efter kaptenen John Lovewell.
Floden Kezar genererade vattenkraft till industriell utveckling och under 1800-talet fanns där fabriker som tillverkade bland annat yxskaft, vagnar, slädar, ok, möbler, kistor, stövlar och skor.  Bra jordar gynnade uppkomsten av jordbruk. Efter inbördeskriget byggdes järnväg till Fryeburg, och staden utvecklades till en semesterort vid sjön Kezar.

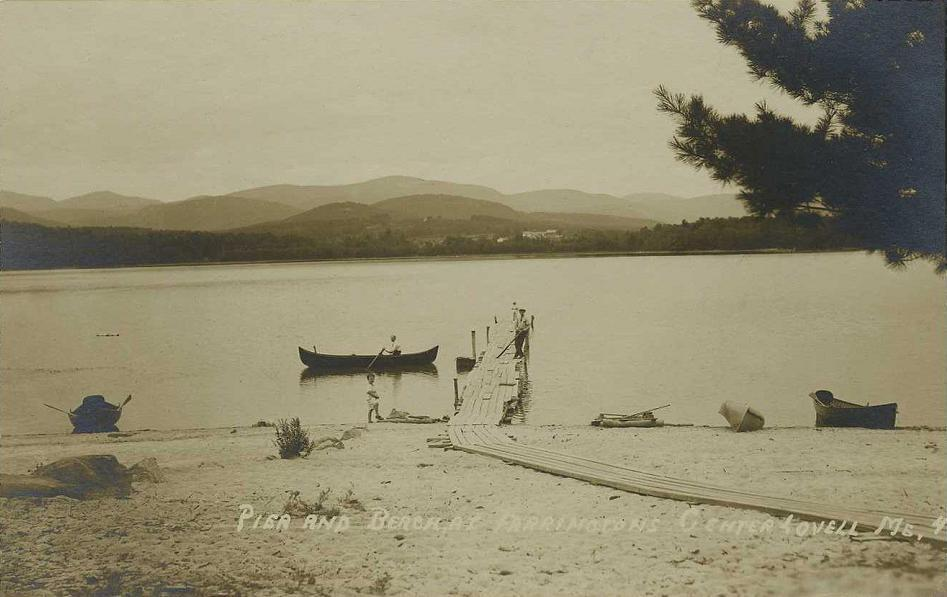
Pir och strand vid Farrington's Hotel omkring 1920